# A+E
A+E je v pořadí osmé a zatím poslední sólové album anglického písničkáře a kytaristy, člena skupiny Blur, Grahama Coxona. Ve Velké Británii vyšlo 2. dubna 2012 a v britském albovém žebříčku obsadilo nejvýše 39. místo. Svým převážně tvrdým a temným zvukem představuje poměrně radikální odklon od Coxonova předchozího počinu, v zásadě akustického a folkem inspirovaného The Spinning Top. Název alba je zkratkou pro  "Accident & Emergency" (česky pohotovost, úrazové oddělení). Coxon je stejně jako u všech svých sólových alb autorem obálky, malbu nebo kresbu však poprvé nahrazuje upravená fotografie. Producentem alba byl Ben Hillier, hudební producent známý mj. spoluprací s Depeche Mode. S Coxonem jako zvukový mistr v minulosti spolupracoval již na albech The Golden D a Crow Sit on Blood Tree.

## Seznam skladeb
| 1.  | "Advice"                       | 2:34 |
| 2.  | "City Hall"                    | 4:20 |
| 3.  | "What'll It Take"              | 5:22 |
| 4.  | "Meet and Drink and Pollinate" | 5:22 |
| 5.  | "The Truth"                    | 4:43 |
| 6.  | "Seven Naked Valleys"          | 5:45 |
| 7.  | "Running for Your Life"        | 4:56 |
| 8.  | "Bah Singer"                   | 4:00 |
| 9.  | "Knife in the Cast"            | 6:35 |
| 10. | "Ooh, Yeh Yeh"                 | 5:11 |

## Kritický ohlas
Recenze na album se nesly v převážně pozitivním duchu. Na serveru Metacritic dosahuje na základě 17 profesionálních recenzí průměrného skóre 76%, což značí "obecně příznivé recenze".

## Propagace
Jako singly byly z alba vybrány skladby "What´ll It Take", "Ooh, Yeh Yeh" a "Advice". K prvním dvou jmenovaným skladbám vznikly videoklipy, oba v režii Niniana Doffa, dostupné na Coxonově oficiálním YouTube kanálu. Tamtéž zveřejněné video "Advice" je koncertním záznamem z klubu Cockpit v Leedsu z 2. prosince 2011. Dalších 5 skladeb z tohoto koncertu tvoří (spolu s dalšími materiály) bonusové DVD alba.
Na vydání alba navázalo v dubnu 2012 sólové britské turné. V srpnu 2012 Coxon opět po třech letech vystupoval v sestavě domovských Blur, krátké turné čítající šest koncertů ve Velké Británii a dva na festivalech v Dánsku a Švédsku vyvrcholilo vystoupením v londýnském Hyde Parku v rámci oslav slavnostního zakončení Letní olympijské hry 2012 v Londýně. K propagaci desky A+E se Coxon vrátil ještě koncem srpna na festivalech v Readingu a Leedsu. V první polovině září na šesti koncertech jeho britského turné předskakoval bývalému členovi skupiny Oasis, Noelu Gallagherovi. Vzhledem k někdejší výrazně medializované rivalitě mezi Blur a Oasis šlo o jeden se smířlivých okamžiků mezi oběma "tábory". Ve druhé polovině září následovalo Coxonovo klubové evropské turné s vystoupeními v Dánsku, Německu, Francii, Nizozemsku a Belgii.